# Фридрих VI (герцог Швабии)
Фридрих VI Швабский (нем. Friedrich VI von Schwaben) или Фридрих VI фон Гогенштауфен (нем. Friedrich VI von Schwaben; 16 апреля 1167, Модильяна, Италия — 20 января 1191, Акко) — герцог Швабии с 1169 года, третий сын Фридриха Барбароссы и Беатрис I Бургундской.

## Биография
При рождении получил имя Конрад. Но в 1169 году умер пятилетний Фридрих V, старший сын императора Фридриха Барбароссы, носивший титул герцога Швабии. В 1170 году император передал титул герцога Швабии своему третьему сыну, который получил при этом имя Фридрих.
20 мая 1184 года Фридрих во время празднования в Майнце императорским двором Троицы был вместе со своим старшим братом Генрихом посвящён в рыцари.
27 марта 1188 года Фридрих обязался вместе с отцом принять участие в Третьем крестовом походе. 11 мая 1189 года он вместе с армией крестоносцев выступил из Регенсбурга. По дороге в Венгрии он обручился с Констанцией (1177—1240), дочерью венгерского короля Белы III.
После гибели 10 июня 1190 года его отца, императора Фридриха Барбароссы, утонувшего в реке Салеф, Фридрих принял командование германской армией крестоносцев. Хотя большая часть крестоносцев покинула его армию и отплыла через Антиохию на родину, Фридрих с оставшейся армией выступил по направлению к Иерусалиму. В Триполи многие крестоносцы заболели малярией, из-за чего армия Фридриха ещё больше сократилась. В начале октября 1190 года он прибыл к осаждённому городу Акко (Акра), где и умер 20 января 1191 года от малярии. В ходе осады Акры основал Тевтонский орден. После смерти Фридриха остатки германских крестоносцев покинули Святую землю.